# Zelše
Zelše je naselje u slovenskoj Općini Cerknici. Zelše se nalazi u pokrajini Notranjskoj i statističkoj regiji Notranjsko-kraškoj. 

## Stanovništvo
Prema popisu stanovništva iz 2002. godine naselje je imalo 86 stanovnika.